# Apolônio Sales
Apolônio Jorge de Faria Sales (Altinho, 24 de agosto de 1904 — Rio de Janeiro, 12 de dezembro de 1982) foi um engenheiro e político brasileiro.
Filho de José Francisco de Faria Sales e de Maria Augusta Jorge Sales. Foi casado com Isabel Irene Dias Sales. Entre seus sete filhos destacou-se Mauro Sales, jornalista e publicitário.
Foi senador por Pernambuco, de 1947 a 1951 e de 1951 a 1959, presidente do senado de 1956 a 1958. Foi ministro da Agricultura no governo Getúlio Vargas, de 28 de fevereiro de 1942 a 29 de outubro de 1945 e de 29 de junho a 24 de agosto de 1954.